# Björn Ulvaeus
Björn Kristian Ulvaeus (ur. 25 kwietnia 1945 w Göteborgu) – szwedzki autor tekstów piosenek, kompozytor, gitarzysta. Współzałożyciel i jeden z wokalistów zespołu ABBA.

## Życiorys
Urodził się w Göteborgu, gdzie spędził pierwsze sześć lat życia, po czym wraz z rodziną zamieszkał w Västerviku. Ma siostrę, Evę-Margaretę.
Muzyką zainteresował się dzięki kuzynowi, Jonowi Ulfsterowi, założycielowi folkowego zespołu West Bay Singers (wcześniej występującego pod nazwą Mackie’s Skiffle Group), dzięki któremu zaczął grać na otrzymanej od rodziców gitarze. Wkrótce dołączył do grupy swojego kuzyna, dla której dodatkowo grał na bandżo oraz pisał teksty piosenek. Po wygraniu lokalnego konkursu talentów podpisali kontrakt płytowy z wytwórnią płytową Polar Music, należącą do Stiga Andersona, za którego namową zmienili nazwę zespołu na Hootennany Singers. Grupa zyskała dużą popularność w Szwecji m.in. dzięki przebojom „Jag väntar vid min mila” i „Gabrielle”. Wydali także kilka albumów: Hootenanny Singers (1964), Hootenanny sjunger Evert Taube (1965), Många ansikten/Many Faces (1966), Bellman på vart sätt (1968) i Fem år (1968). 
Pod koniec lat 60. zawiesił karierę muzyczną z powodu powołania do wojska – trafił do Straży Przybrzeżnej. Przez dwa lata studiował biznes, ekonomię i prawo na Uniwersytecie w Lund. Po przerwaniu studiów wydał swoje pierwsze solowe single: „Raring” i „Fröken Fredriksson” (będące szwedzkojęzycznymi coverami amerykańskich piosenek: „Honey” Bobby’ego Goldsboro i „Harper Valley PTA” Jeannie C. Riley), które zostały ciepło przyjęte przez publiczność. W 1970 z Bennym Anderssonem wydał album pt. Lycka.
W 1972 wraz z Agnethą Fältskog, Bennym Anderssonem i Anni-Frid Lyngstad założył zespół ABBA, w którym udzielał się m.in. jako współtwórca większości piosenek. W 1974, reprezentując Szwecję z utworem „Waterloo”, zwyciężyli w finale 19. Konkursu Piosenki Eurowizji. Do zawieszenia działalności w 1982 wydali osiem albumów studyjnych: Ring Ring (1973), Waterloo (1974), ABBA (1975), Arrival (1976), The Album (1977), Voulez-Vous (1979), Super Trouper (1980), The Visitors (1981). W 2021 premierę miał dziewiąty album ABBY pt. Voyage.
Po rozpadzie grupy wraz z Bennym Anderssonem rozpoczął twórczość musicalową. W 1984 premierę miał ich musical Chess, nad którym pracowali razem z Timem Rice’em, a napisany przez nich singiel promujący spektakl – „One Night in Bangkok” – stał się wielkim przebojem. Ponadto w tym okresie podjęli współpracę z rodzeństwem Karin i Andersem Glenmarkami, tj. duetem Gemini, dla których napisali znaczną część materiału na ich dwa pierwsze albumy: Gemini (1984), zawierający m.in. pisany z myślą o ABB-ie singiel „Just Like That”, i Geminism (1987). W 1995 z Anderssonem wystawili premierowo kolejny wspólny musical – Kristina från Duvemåla. W tym okresie odrzucili także propozycję złożoną przez Tima Rice’a do napisania piosenek do filmu animowanego Król lew. W 1999 premierę miał ich trzeci musical – Mamma Mia!, którego scenariusz oparty był na przebojach zespołu ABBA. Spektakl cieszył się dużym zainteresowaniem publiczności, w kolejnych latach wystawiany był m.in. w Australii, Stanach Zjednoczonych i krajach Europy, a także w Chinach. W 2004 zagrał epizodyczną rolę w minifilmie pt. Our Last Video Ever, który został następnie wydany na płycie DVD jako The Last Video. W 2008 premierę miała amerykańska ekranizacja musicalu Mamma Mia!, nad którą pracował, i w której zaliczył rolę cameo. W 2013 wraz z Anderssonem wystawił premierowo kolejny musical – Hjälp sökes.

## Życie prywatne
W maju 1969 podczas nagrań programu telewizyjnego poznał Agnethę Fältskog, którą poślubił 6 lipca 1971 w kościele luterańskim w Verum, miejscowości leżącej w gminie Hässleholm w Skanii. Mają dwoje dzieci: córkę Lindę (ur. 1973) i syna Christiana (ur. 1977). W 1980 rozwiódł się z Fältskog, 6 stycznia 1981 poślubił Lenę Kallersjö, z którą ma dwie córki: Emmę (ur. 1982) i Annę (ur. 1986). Mieszkał w Londynie, następnie przeniósł się do Stocksundu.
Deklaruje się jako ateista. Ateistyczne podejście do wiary pogłębił w nim zamach z 11 września 2001. Zaangażował się w proateistyczny ruch „Humanisterna” oraz zainwestował część pieniędzy na rzecz rozwoju wydawnictwa Fri Tanke, publikującego ateistyczną literaturę.
Interesuje się nieruchomościami i inwestycjami. Prowadzi restaurację w Västerviku. Zakupił byłą główną siedzibę firmy Ericsson w Sztokholmie.

## Musicale
- 1984: Chess (Björn Ulvaeus, Benny Andersson, Tim Rice)
- 1995: Kristina från Duvemåla (Björn Ulvaeus, Benny Andersson)
- 1999–2009: Mamma Mia! (Björn Ulvaeus, Benny Andersson)

## Filmografia
| Tytuł                                     | Rok  | Rola                                     | Uwagi                                               | Źródło |
| ----------------------------------------- | ---- | ---------------------------------------- | --------------------------------------------------- | ------ |
| Fuck You, Fuck You Very Much              | 1998 | jako on sam                              | film dokumentalny, reż.: Göran Olsson               | [ 24 ] |
| The Story of Bohemian Rhapsody            | 2004 | jako on sam                              | film dokumentalny, reż.: Carl Johnston              | [ 25 ] |
| Super Troupers: Thirty Years of ABBA      | 2004 | jako on sam                              | film dokumentalny, reż.: Steve Cole, Chris Hunt     | [ 26 ] |
| Mamma Mia!                                | 2008 | jako grecki bóg                          | musical, reż.: Phyllida Lloyd                       | [ 27 ] |
| Agnetha: Abba & After                     | 2013 | jako on sam                              | film dokumentalny, reż.: Samantha Peters            | [ 28 ] |
| The Nation’s Favourite Beatles Number One | 2015 | jako on sam                              | film dokumentalny, reż.: Stephen McGinn, John Piper | [ 29 ] |
| Mamma Mia: Here We Go Again!              | 2018 | jako profesor Uniwersytetu Oksfordzkiego | musical, reż: Ol Parker                             | [ 30 ] |

## Odznaczenia
- Kommendör av första klassen Królewskiego Orderu Wazów – 2024[31]